# Gwda Mała
Gwda Mała – wieś w Polsce położona w województwie zachodniopomorskim, w powiecie szczecineckim, w gminie Szczecinek, przy drodze krajowej nr 20 Stargard - Szczecinek - Gdynia oraz drodze wojewódzkiej nr 201 Gwda Mała - Barkowo, nad Gwdą, w pobliża jeziora Wielimie. W 1349 r. przebiegała tu granica między Polską a Pomorzem. 
W miejscowości znajduje się przystanek kolejowy Gwda Mała.

## Zabytki
- kościół neogotycki p.w. św. Stanisława z 1863 r.
- ciąg schronów żelbetonowych stanowiących część umocnień Wału Pomorskiego między jeziorami Wielimie i Dołgie na północ od wsi[4].